# Kertvárosi kommandó
A Kertvárosi kommandó (eredeti cím: Watch) 2012-ben bemutatott sci-fi-vígjáték, melyet Akiva Schaffer rendezett és Jared Stern, Seth Rogen, valamint Evan Goldberg írt. A főszerepben Ben Stiller, Vince Vaughn, Jonah Hill és Richard Ayoade.

## Rövid történet
Közeli szomszédok megalkotják a kertvárosi környezetmegfigyelő polgárőrséget, mivel felfedezik, hogy idegenek fenyegetik a világot, ezért kénytelenek akcióba lendülni.

## Cselekmény
Evan Trautwig (Ben Stiller) a Glenview-i Costco üzletvezető-helyettese, akinek egy éjszaka megölik egyik legjobb barátját. A helyi rendőrség nem mutat érdeklődést ez iránt, ezért Evan megalakítja a saját kis kertvárosi polgárőrségét, hogy kiderítsék, ki vagy mi végzett az éjjeliőrrel. A csapat tagjai többek között Franklin (Jonah Hill), akinek a vágya az, hogy rendőr lehessen, Bob McAllister (Vince Vaughn), aki a lányát mindig biztonságban akarja tudni, és Jamarcus (Richard Ayoade), akinek vágya, hogy egy ázsiai nővel lehessen aktusa. A polgárok hamarosan rájönnek, hogy földönkívüliek telepedtek le a Földre és meg akarják semmisíteni a világot. Evan gyanakodni kezd, hogy az új szomszédja lehet az egyik közülük. A csapat készen áll arra, hogy megóvják a világot az UFO-któl.

## Szereplők
| Színész          | Szerep         | Magyar hang         |
| ---------------- | -------------- | ------------------- |
| Ben Stiller      | Evan Trautwig  | Kálloy Molnár Péter |
| Vince Vaughn     | Bob McAllister | Haás Vander Péter   |
| Jonah Hill       | Franklin       | Kovács Lehel        |
| Richard Ayoade   | Jamarcus       | Simon Kornél        |
| Nicholas Braun   | Jason          | Szatory Dávid       |
| Rosemary Dewitt  | Abby Trautwig  | Kisfalvi Krisztina  |
| R. Lee Ermey     | Manfred        | Szersén Gyula       |
| Will Forte       | Bressman járőr | Rába Roland         |
| Liz Cackowski    | Carla          | Huszárik Kata       |
| Erin Moriarty    | Chelsea        | Gáspár Kata         |
| Joe Nunez        | Antonio Guzman | Kapácsy Miklós      |
| Johnny Pemberton | deszkás gyerek | Kováts Dániel       |